# Innfjorden
Innfjorden és un poble situat al municipi de Rauma, al comtat de Møre og Romsdal, Noruega. Està situat a uns 10 quilòmetres al sud-oest de la ciutat d'Åndalsnes i a 9 quilòmetres al sud-est de la localitat de Voll al llarg de la ruta europea E136. El camí des d'Åndalsnes fins Innfjorden passa a través d'un túnel de 6,594 metres (de llarg, que es va obrir el 1991 després d'una sèrie de morts causades per les allaus a l'antiga carretera al llarg de la riba del fiord de Romsdal.
El poble, de 0,31 quilòmetres quadrats, té una població de 283 habitants (2013), el que li dona una densitat de població de 913 habitants per quilòmetre quadrat. L'economia local es basa principalment en l'agricultura, però també hi ha una certa indústria i algunes empreses de serveis relacionats amb el turisme, el transport i la seguretat viària. A més hi ha una escola primària, una escola bressol, i la petita capella d'Innfjorden.
Innfjorden està envoltat per pics d'entre 1.200 a 1.800 msnm a l'est, al sud i a l'oest, i pel fiord de Romsdal al nord. L'àrea és freqüentada per excursionistes de muntanya i darrerament una gran quantitat de saltadors BASE han descobert les muntanyes al voltant d'Innfjorden.